# UBBO
O UBBO Shopping Resort é um dos centros comerciais actualmente geridos pela CBRE, tendo sido inaugurado em Maio de 2009. Localizado na Amadora, em Portugal, foi designado por Dolce Vita Tejo até Janeiro de 2019, altura em que sofreu remodelações significativas em todo o seu espaço, assumindo hoje a sua nova identidade: UBBO Shopping Resort. 
O UBBO disponibiliza cerca de 280 lojas, distribuídas por dois pisos, num total de mais de 127 mil metros quadrados de área bruta locável. Possui também um parque de estacionamento coberto e gratuito com 9.000 lugares. 
Adquirido no início de 2015 pelo Eurofund Capital Partners, o UBBO destaca-se dos demais centros comerciais portugueses pelas suas várias características únicas e diferenciadoras. O conceito de Shopping Resort foi trazido pelo proprietário e tem a sua génese no Puerto Venecia, em Zaragoza, primeiro shopping resort de Espanha. O conceito define este espaço como mais do que um destino de compras, mas antes um destino para estar, experienciar, aproveitar, viver e recordar.
A Praça Central é o verdadeiro espaço icónico do UBBO, uma área exterior coberta com cerca de 7.000m2. Ali encontra um dos maiores ecrãs LED permanentes da Europa, com 120m2, colocando o UBBO no roteiro dos melhores espaços da grande Lisboa para assistir a transmissões em directo e todo tipo de programação multimédia. 
Integrado na Praça Central, encontra-se o The Hood, um espaço ”anti-mall” verdadeiramente original e único, onde se pretende promover o sentimento de bairro e comunidade. Aqui encontrará propostas exclusivas de arte urbana, música, exposições e lazer em actividades e eventos constantes. O espaço oferece lojas originais, restaurantes únicos, uma escola de dança, entre muito mais nos seus vários contentores. 
Para além de 5 playgrounds gratuitos, incluindo a tartaruga gigante Turtle e o escorrega Draqui, que desliza do primeiro piso até ao piso 0, o UBBO integra também a KidZania, um parque temático lúdico e educativo único em Portugal onde “as crianças podem brincar aos adultos”, experimentando mais de 60 profissões; a Zero Latency, uma experiência de entretenimento em realidade virtual para jovens e adultos, a única MARVEL Mission do mundo, um centro de lazer e missões onde se poderá sentir parte do Universo Marvel, transformando-se no agente S.H.I.E.L.D. e ajudando os diferentes super-heróis através de distintas Missões; a Neoon, um conceito absolutamente original e único entre um futuro distópico e uma realidade alternativa, que engloba os mais diversos jogos, espaços e ainda uma pista de bowling; toda a diversão oferecida pela 7FUN!, que inclui um minigolfe, um Splash Park, um carrossel e uma parede de escalada para miúdos, graúdos e até profissionais; para além ainda de 11 salas UCI Cinemas, equipadas com tecnologia 3D. 
No piso 0, encontra o Balcão Concierge, que disponibiliza um serviço de apoio ao cliente personalizado; para além do WorkHub, no piso 1, um espaço de co-working equipado com todas as facilidades para trabalhar ou estudar como wi-fi gratuito, tomadas e iluminação reforçada; e ainda um Espaço Solidário junto ao hipermercado para utilização gratuita de associações solidárias como ONG e IPSS. 
O UBBO possui um hipermercado Auchan e várias marcas de referência como Adidas, El Corte Inglês Outlet, FNAC, H&M, Holmes Place, MANGO, Primark, Primor, Worten, Zara, entre muitas outras, para além da presença do Hospital da Trofa e da Farmácia Reis Barata UBBO.
No FUBBO, a zona de restauração, encontra uma oferta variada de mais de 30 restaurantes e ainda um extenso e confortável terraço, com vista privilegiada para a Praça Central e o ecrã gigante.